# 5 centymetrów na sekundę
5 centymetrów na sekundę (jap. 秒速5センチメートル Byōsoku go senchimētoru) – japoński film animowany z 2007 roku, w reżyserii Makoto Shinkaia. 
Film został zaadaptowany przez autora także w formie powieści, która została wydana przez Media Factory, a także w formie mangi, która została zilustrowana przez Seike Yukiko.

## Fabuła
Film podzielony jest na trzy segmenty zatytułowane kolejno Ōkashō (jap. 桜花抄), Cosmonaut (jap. コスモナウト Kosumonauto) oraz Byōsoku go senchimētoru (jap. 秒速5センチメートル).

## Obsada

### Wersja japońska[1]
- Kenji Mizuhashi – Takaki Tōno (jap. 遠野 貴樹 Tōno Takaki)
- Yoshimi Kondō – młodsza Akari Shinohara (jap. 篠原 明里 Shinohara Akari)
- Ayaka Onouei – starsza Akari Shinohara
- Satomi Hanamura – Kanae Sumida (jap. 澄田 花苗 Sumida Kanae)

### Wersja polska[2]
- Grzegorz Drojewski – Takaki Tōno
- Aleksandra Radwan – młodsza Akari Shinohara
- Katarzyna Ankudowicz – starsza Akari Shinohara
- Joanna Kudelska – Kanae Sumida

## Film animowany
Producentem, scenarzystą i reżyserem filmu jest Makoto Shinkai, natomiast muzykę do filmu skomponował Tenmon.
Produkcja filmu została zakończona 22 stycznia 2007 roku. Film miał swoją premierę 3 marca 2007 roku w kinie Cinema Rise w Tokio w dzielnicy Shibuya.
W Polsce film został wydany na nośniki DVD przez Anime Eden z polskim dubbingiem 21 grudnia 2016 roku.

### Nagrody i nominacje
| Rok  | Ceremonia                  | Kategoria                                             | Nominowany               | Rezultat             | Źródło |
| ---- | -------------------------- | ----------------------------------------------------- | ------------------------ | -------------------- | ------ |
| 2007 | Asia Pacific Screen Awards | Najlepszy film animowany                              | 5 centymetrów na sekundę | Nagroda              | [ 6 ]  |
| 2008 | Future Film Festival       | Najlepszy film animowany / najlepsze efekty specjalne | 5 centymetrów na sekundę | Platinum Grand Prize | [ 7 ]  |

## Powieść
Na podstawie filmu powstała powieść, która została wydana przez wydawnictwo Media Factory 16 listopada 2007 roku.

## Manga
Na podstawie filmu powstała adaptacja w formie mangi, ilustrowana przez Yukiko Seike. Pierwszy rozdział ukazał się w lipcowym numerze magazynu „Gekkan Afternoon” wydawnictwa Kōdansha w 2010 roku, natomiast ostatni rozdział ukazał się w majowym numerze w 2011 roku.
W Polsce manga ukazała się nakładem wydawnictwa Studio JG w 2015 roku.
| Nr | Język japoński    | Język japoński         | Język polski | Język polski           |
| Nr | Data wydania      | ISBN                   | Data wydania | ISBN                   |
| -- | ----------------- | ---------------------- | ------------ | ---------------------- |
| 1  | 22 listopada 2010 | ISBN 978-4-06-310711-1 | 9 marca 2015 | ISBN 978-83-8001-049-9 |
| 2  | 22 kwietnia 2011  | ISBN 978-4-06-310739-5 | 4 maja 2015  | ISBN 978-83-8001-064-2 |